# Hatherton, Staffordshire
Hatherton är en civil parish i Storbritannien.   Den ligger i grevskapet Staffordshire och riksdelen England, i den södra delen av landet, 190 km nordväst om huvudstaden London. Antalet invånare är 532. Arean är 8,3 kvadratkilometer.
Terrängen i Hatherton är platt.